# 單一（書寫）語言
單一（書寫）語言（挪威語:Ett (skrift)språk）是一個挪威政黨，其主要目標即是廢除在學校教授和國營企業使用新挪威語書寫系統。
該黨由一位當時教授挪威語的69歲教師Einar Smørdal所成立，並參與2009年挪威國會大選中的阿克什胡斯郡選區，最後僅獲得103票而落選 。該黨短期目標是把目前小學和中學都列為必修的新挪威語課程改為選修；長期目標則是把書面挪威語列為挪威語唯一的書寫系統。該黨也強調，他們並不反對使用挪威語方言，但是反對當代挪威語有兩種並行的書寫系統(書面挪威語和新挪威語)。